# Schlaiten
Schlaiten ist eine Gemeinde mit 472 Einwohnern (Stand 1. Jänner 2024) im Bezirk Lienz in Tirol, Österreich. Die Gemeinde liegt im Gerichtsbezirk Lienz.

## Geographie
Die Gemeinde Schlaiten liegt im vorderen Iseltal an der rechten Seite der Isel. Das Dorf befindet sich auf 876 m ü. A. auf einem mittelgebirgsähnlichen Plateau rund 150 Meter über der Talsohle. Die Gemeinde umfasst neben dem Iseltal die schattseitigen Abhänge der Villgrater Berge unterhalb der Gipfel des Bocksteins, des Rotsteinbergs und des Schlaiter Kofels. Höchster Punkt des Gemeindegebietes ist der Bockstein mit 2805 m ü. A., der niedrigste Punkt der Gemeinde befindet sich im Bereich der Isel an der Grenze zu Oberlienz. Nachbargemeinden von Schlaiten sind Sankt Johann im Walde im Norden, Ainet im Osten, Oberlienz im Südosten, Assling im Süden und Hopfgarten in Defereggen im Westen.

### Gemeindegliederung
Die Gemeinde Schlaiten besteht aus der gleichnamigen Katastralgemeinde und gliedert sich in die Fraktionen Plone, Gonzach, Mesnerdorf, Bacherdorf, Gantschach und Göriach. Östlichste Fraktion ist die Rotte Plone 870 m ü. A. an der Grenze zur Gemeinde Oberlienz. Der Ortsteil bestand 1991 aus 17 Gebäuden und beherbergte 72 Einwohner, wobei auch der Einzelhof Innerkrass zu Plone gehört. Westlich von Plone liegt die Rotte Gonzach, die neben ihrem Ortskern mehrere verstreut liegende Höfe umfasst. Die Fraktion Mesnerdorf ist das Kirchdorf der Gemeinde Schlaiten und beherbergt neben der Pfarrkirche auch die Volksschule, das Gemeindeamt sowie die Einzelhöfe Angerer und Zajach. Der Ortsteil wird durch den Schlaitenbach von der Fraktion und Rotte Bacherdorf mit dem Einzelhof Gasser getrennt. Westlich des Bacherdorfs liegt das Dorf Gantschach, das durch Göriachbach von der Fraktion Göriach getrennt liegt. Die Rotte Göriach 1155 m ü. A. mit den Einzelhöfen Außergonig, Gruben, Innergonig, Pedarnig, Zischger und der Kirche Zum guten Hirten umfasste 1991 16 Gebäude mit 71 Einwohnern. Zur Gemeinde Schlaiten gehören zudem die Almen Gantschniginfang, Göriacher Alm, Klosterfrauenalm, Krassnigalm, Laschkitzehütte, Petoggalm, Schlaitener Alm und Schlaitener Tor.

## Geschichte
Der Name der Gemeinde, der im Urbar der vorderen Grafschaft Görz aus dem Jahre 1299 zum ersten Mal als Flurname vf dem Slætten urkundlich erwähnt wird, ist slawischen Ursprungs und geht zurück auf urslawisch soltina (Sumpf). Der Schlaiten war ein Moorgebiet, das verlandete.
Im 13. Jahrhundert wurden bereits Silber und unedle Metalle abgebaut.
Im 15. Jahrhundert soll der Bergbau geblüht haben. Viele Knappenlöcher weisen noch auf eine rege Bergbautätigkeit hin. Verschiedene Gruben im Michelbachtal und auch entlang des Göriachbaches waren bis zum Beginn des 20. Jahrhunderts noch in Betrieb, wobei hauptsächlich Arsen abgebaut wurde.
1810 wurde die Rotte Schlaiten zu Ainet geschlagen und im Jahre 1817 wurde Schlaiten eine selbstständige politische Gemeinde. Am 1. April 1939 wurde die Gemeinde Schlaiten durch das damalige NS-Regime zwangsweise der Gemeinde Ainet angegliedert und erhielt am 1. Januar 1949 ihre politische Selbstständigkeit zurück.
Die örtlichen Haus- und Familiennamen sind entweder deutschen Ursprungs oder Eindeutschungen slawischer Ausgangswörter. Hofnamen wie Zenzer, Gantschnig, Rösch, Zaiacher, Meßner, Jörl, Votz, Kraß, Hupf, Tschellnig, Gridling, Plattner, Pedarnig, Gonig usw. haben eine Tradition, die mindestens bis ins 16. Jahrhundert zurückreicht. Typische Familiennamen für das Iseltal sind Lumaßegger, Gantschnig, Tabernig, Ingruber, Engeler, Pedarnig, Klaunzer und Niedertscheider.

## Bevölkerung

### Bevölkerungsstruktur
2012 lebten in der Gemeinde Schlaiten 468 Menschen. Ende 2001 waren 98,0 Prozent der Bevölkerung österreichische Staatsbürger (Tirol: 90,6 Prozent), bis zum Jahresbeginn 2013 stieg der Wert unbedeutend auf 98,1 Prozent. Insgesamt wurden 2013 in der Gemeinde lediglich 15 Ausländer gezählt, die alle aus Europa bzw. fast ausschließlich aus den EU-Staaten stammten. Zur römisch-katholischen Kirche bekannten sich 2001 98,4 Prozent der Einwohner (Tirol: 83,4 Prozent), vier Menschen waren evangelisch, lediglich zwei Personen hatten kein religiöses Bekenntnis.
Der Altersdurchschnitt der Gemeindebevölkerung lag 2001 etwas unter dem Landesdurchschnitt. 22,3 Prozent der Einwohner von Schlaiten waren jünger als 15 Jahre (Tirol: 18,4 Prozent), 58,6 Prozent zwischen 15 und 59 Jahre alt (Tirol: 63,0 Prozent). Der Anteil der Einwohner über 59 Jahre lag mit 19,1 Prozent leicht über dem Landesdurchschnitt von 18,6 Prozent. Der Altersdurchschnitt der Bevölkerung von Schlaiten stieg in der Folge deutlich an. Der Anteil der unter 15-jährigen sank per 1. Jänner 2013 auf 14,5 Prozent, während sich der Anteil der Menschen zwischen 15 und 59 Jahren auf 69,7 Prozent erhöhte. Der Anteil der über 59-jährigen sank hingegen leicht auf 15,8 Prozent. Nach dem Familienstand waren 2001 54,2 Prozent der Einwohner von Schlaiten ledig, 41,0 Prozent verheiratet, 3,6 Prozent verwitwet und 1,2 Prozent geschieden.

### Bevölkerungsentwicklung
Schlaiten war seit jeher eine Gemeinde mit vergleichsweise geringer Einwohnerzahl und auch die Bevölkerungsentwicklung verlief verglichen mit dem Bevölkerungswachstum des Bezirks Lienz bzw. des Landes Tirol unterdurchschnittlich. 2012 lebte in Schlaiten 468 Menschen, womit Schlaiten gemessen an der Bevölkerungszahl die fünftkleinste Gemeinde des Bezirks war. Die Einwohnerentwicklung der Gemeinde Schlaiten verlief zwischen 1869 und 1923 negativ, wobei die Gemeinde in diesem Zeitraum 13 % ihrer Einwohner verlor und 1923 mit 293 Einwohnern einen absoluten Bevölkerungstiefstand verzeichnete. In der Folge setzte ein Bevölkerungswachstum ein, das in den 1950er Jahren am stärksten ausfiel. Nachdem die Einwohnerzahl ab 1961 nur noch langsam gestiegen war, verzeichnete die Gemeinde in den 1990er Jahren nochmals ein stärkeres Wachstum, wobei schließlich Anfang 2005 mit 502 Einwohnern ein Höchststand registriert wurde. Seitdem ist die Einwohnerzahl wieder um rund 10 % gesunken. Schlaiten leidet bereits seit Jahrzehnten unter einer stark negativen Wanderungsbilanz, jedoch konnte dieses Bevölkerungsminus zwischen 1971 und 2001 durch die stark positive Geburtenbilanz jeweils mehr als ausgeglichen werden. Während die Wanderungsbilanz auch seit der Jahrtausendwende unverändert negativ blieb, reduzierte sich der Geburtenüberschuss stark. So verzeichnete die Gemeinde in manchen Jahren sogar eine negative Geburtenbilanz.

## Kultur und Sehenswürdigkeiten

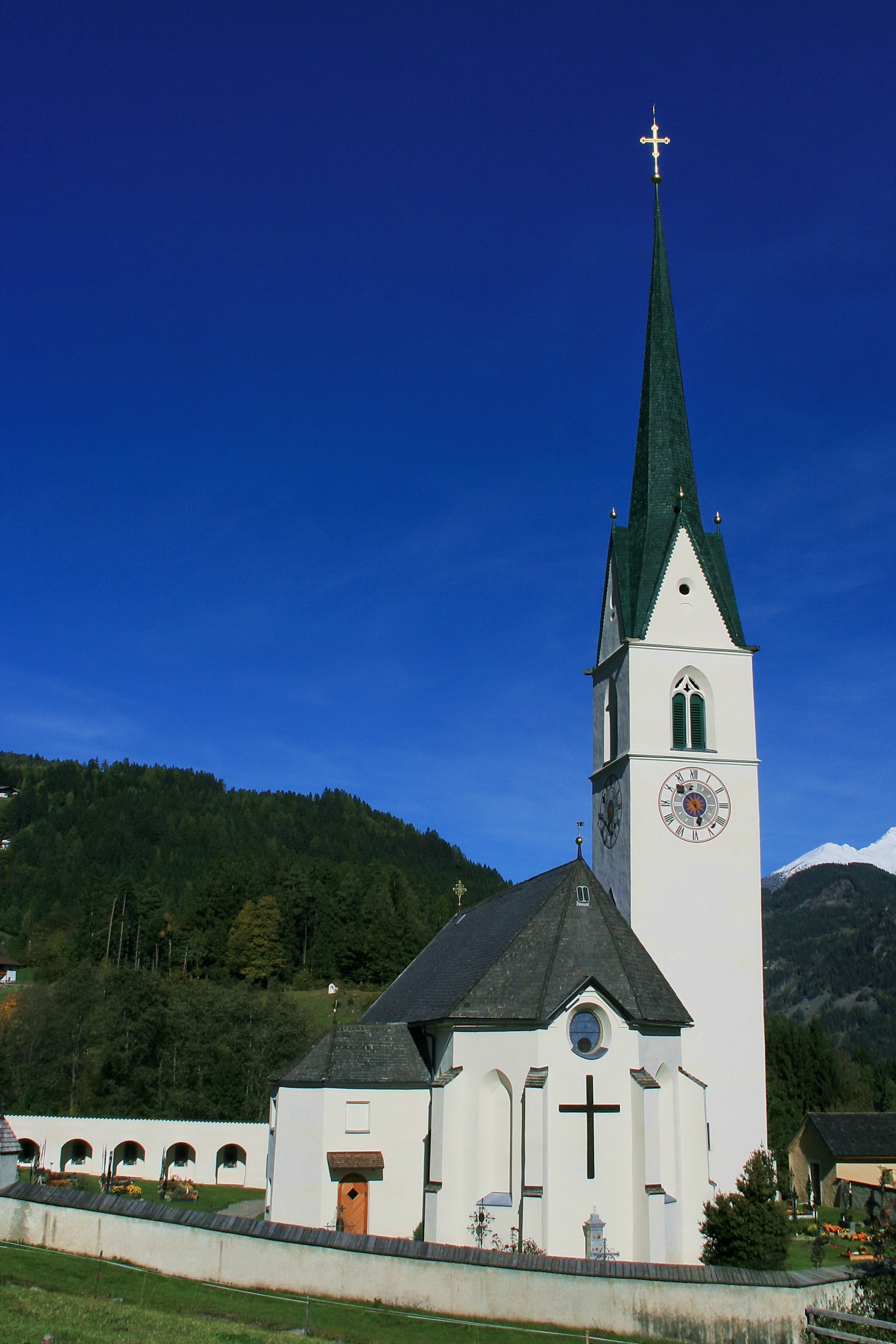
Pfarrkirche Schlaiten

- Katholische Pfarrkirche Schlaiten hl. Paulus
- Kriegergedächtniskapelle
- Kapelle Göriach

## Wirtschaft und Infrastruktur

### Arbeitsstätten und Beschäftigte
Schlaiten beherbergt kaum Betriebe und wies 2001 keine Arbeitsstätte mit mehr als zehn Beschäftigten auf. An einheimischen Betrieben sind lediglich ein Gasthaus, eine Fremdenpension und einige Kleinbetriebe als Ein-Mann-Betriebe zu nennen. Bei den meisten Betrieben handelt es sich um Familienbetriebe mit höchstens einem Bediensteten. Die im Rahmen der Volkszählung durchgeführte Arbeitsstättenzählung ergab 2001 in Schlaiten 13 Arbeitsstätten mit lediglich 24 Beschäftigten (ohne Landwirtschaft), wobei 71 Prozent unselbstständig Beschäftigte waren. Die Anzahl der Arbeitsstätten war dabei gegenüber dem Jahr 1991 um fünf (plus 63 Prozent) gestiegen, die Anzahl der Beschäftigten um 8 Personen (plus 50 Prozent). Wichtigster Wirtschaftszweig war 2001 die öffentliche Verwaltung mit sieben Beschäftigten (29 Prozent der Beschäftigten in Schlaiten). Dahinter folgten der Handel mit fünf Arbeitsstätten und sechs Beschäftigten sowie das Unterrichtswesen mit fünf Beschäftigten. 42 Prozent der in Schlaiten Beschäftigten waren Angestellte oder Beamte, jeweils 29 Prozent Arbeiter bzw. Betriebsinhaber.
Von den in Schlaiten 2010 lebenden 234 Erwerbspersonen waren 6,8 % arbeitslos. Von den 218 Erwerbstätigen waren 43 in der Sachgütererzeugung (20 Prozent), 32 im Bauwesen (15 Prozent) und 28 in der Öffentlichen Verwaltung (13 Prozent) beschäftigt. Weitere wichtige Branchen waren die Land- und Forstwirtschaft mit 26 Beschäftigten (12 Prozent) und das Bauwesen mit 21 Beschäftigten (10 Prozent). Von den 212 Erwerbstätigen aus Innervillgraten (ohne temporär von der Arbeit abwesende Personen erwerbstätigen Einwohnern) gingen 2010 50 Personen in Schlaiten ihrer Beschäftigung nach. 162 mussten zur Arbeit auspendeln. Von den Auspendlern hatten 79 Prozent ihre Arbeitsstätte im Bezirk Lienz, wichtigste Auspendlergemeinde war dabei die Bezirkshauptstadt Lienz, wo 53 % aller Auspendler arbeiteten. Weitere je 8 Prozent pendelten nach Nordtirol oder in ein anderes Bundesland, keiner der Einwohner musste ins Ausland auspendeln. Im Gegenzug arbeiteten 2010 nur fünf Einpendler in Schlaiten, die alle aus dem Bezirk stammten.

### Land- und Forstwirtschaft
| Viehbestand der Gemeinde Schlaiten |      |      |      |      |      |      |      |      |
| Tierart                            | 1951 | 1961 | 1971 | 1981 | 1991 | 1995 | 1999 | 2010 |
| Pferde                             | 42   | 28   | 15   | 16   | 6    | 10   | 16   | 17   |
| Rinder                             | 342  | 378  | 334  | 336  | 371  | 362  | 528  | 539  |
| Schweine                           | 10   | 137  | 105  | 63   | 34   | 44   | 67   | 21   |
| Schafe                             | 237  | 150  | 291  | 367  | 317  | 243  | 241  | 152  |
| Ziegen                             | 38   | 7    | 11   | 19   | 26   | 29   | 18   | 1    |
| Hühner                             | 414  | 587  | 391  | 256  | 133  | 153  | 194  | 141  |

Die Kulturflächen der Gemeinde weisen mittlere und steilere bis sehr steile Hanglagen auf, wobei sich die teilweise sauren Böden wenig für den Ackerbau eignen. Der Ackerbau ging daher auch von 1951 bis zur Jahrtausendwende von 66 Hektar auf 4 Hektar zurück. Der Fokus der Landwirtschaft liegt im Bereich der Viehzucht und Milchwirtschaft. Die größtenteils als Paarhöfe ausgeführten Bauernhöfe werden von den Landwirten mittlerweile großteils im Nebenerwerb geführt, wobei die Rinderhaltung vorherrscht. Die Rinderbestände veränderten sich dabei seit dem Ende des Zweiten Weltkriegs kaum. Ebenso von Bedeutung ist die Schafhaltung, die jedoch nach einem Hoch in den 1980er Jahren wieder rückläufig ist. Die Schweinehaltung hat sich seit dem Ende des Zweiten Weltkriegs stark reduziert, die Pferde- und Ziegenhaltung spielt und spielte keine Rolle. Die im 19. Jahrhundert von der Gemeinde Schlaiten erworbene Umball-Alpe in der Gemeinde Prägraten am Großvenediger mit einem Umfang von rund 1.000 ha ist heute im Besitz einer Agrargemeinschaft der Schlaitener Bauern. Die Statistik wies für die Gemeinde Schlaiten 2010 39 land- und forstwirtschaftliche Betriebe aus. Darunter befanden sich 12 Haupterwerbsbetriebe, 23 Nebenerwerbsbetriebe und vier Betriebe im Eigentum juristischer Personen. Gemeinsam bewirtschafteten diese Betriebe 2010 insgesamt 3.757 Hektar Fläche, wobei 12 Prozent der Fläche von Vollerwerbsbauern, 8 Prozent von Nebenerwerbslandwirten und 80 Prozent von Betrieben mit juristischen Personen bewirtschaftet wurden. Zwischen 1999 und 2010 ging die Anzahl der Vollerwerbsbetriebe um drei Betriebe zurück, während die Anzahl der Nebenerwerbsbetriebe gleich blieb.
Das Waldgebiet von Schlaiten erstreckt sich am schattseitigen Einhang des Defreggengebirges über eine Seehöhe von 720 bis 2100 m. Von der gesamten Gemeindefläche sind 38 % oder 1383 ha Wald, wobei 600 ha (44 %) auf Wirtschaftswald, 281 ha (20 %) auf Schutzwald im Ertrag und 502 ha (36 %) auf Schutzwald außer Ertrag entfallen. Die Waldflächen stehen dabei im Besitz von 48 Privatwaldbesitzern, zwei Agrargemeinschaften und der Gemeinde Schlaiten, wobei sich 647 ha in Privatbesitz, 386 ha in Agrargemeinschaftsbesitz und 350 ha in Gemeindebesitz befinden. Vorherrschende Baumart ist die Fichte mit 69 % Anteil, dahinter folgen die Lärche mit 28 % und die Tanne mit 1 %. Insgesamt 2 % entfallen auf andere Laubhölzer. Zur Bewirtschaftung der Waldflächen besteht ein rund 70 km langes Wegenetz.

### Verkehr und Infrastruktur
Schlaiten wird durch die Schlaitener Straße (L 289) erschlossen, die von der Nachbargemeinde Ainet über die Ortsteile Plone, Mesnerdorf, Bacherdorf bis zur Fraktion Gantschach führt. Bei Ainet besitzt die Schlaitener Straße eine Anbindung an die Felbertauernstraße und somit eine Anbindung an das überregionale Verkehrsnetz. An das öffentliche Verkehrsnetz ist Ainet mittels Linienbussen der ÖBB-Postbus GmbH angeschlossen. Die Linie 4418 bindet die Gemeinde Schlaiten über die Orte Oberdrum, Oberlienz und Ainet an die Bezirkshauptstadt Lienz an, wobei die Fahrzeit knapp eine halbe Stunde beträgt und in der Gemeinde lediglich in der Fraktion Mesnerdorf eine Haltestelle besteht. In Lienz befindet sich auch der nächstgelegene Bahnhof der Pustertalbahn.
Mit den benachbarten Gemeinden des Lienzer Beckens hat sich Schlaiten zum "Abwasserverband Lienzer Talboden" zusammengeschlossen, wobei Schlaiten erst 1999 dem Abwasserverband beitrat. Die Abwässer der Gemeinden werden dabei in der Kläranlage Dölsach gereinigt, als Vorfluter dient die Drau. Auf Grund des späten Beitritts zu einem Abwasserverband waren Ende 2002 erst 37 % der 134 zu diesem Zeitpunkt abwasserproduzierenden Objekte an die Kanalisation bzw. die Kläranlage angeschlossen. Der erste Bauabschnitt hatte dabei den Anschluss der Gebäude in Schlaiten-Dorf zum Ziel und war 2002 bereits in Betrieb. 2012 wurde mit dem dritten und letzten Bauabschnitt der Ortskanalisation begonnen, um auch den Ortsteil Gantschach an das Kanalnetz anzuschließen.

### Bildung
Seit dem Ende des 18. Jahrhunderts ist ein Schulbetrieb in der Gemeinde Schlaiten belegt. Dieser wurde in der Folge der Theresianischen Reformen 1785 im Widum eingerichtet. Den Schuldienst versah der Seelsorger Protasius Zaschkoviz. 1806 wurde die erste offizielle Schule in Schlaiten unter landesfürstlichem Patronat gegründet, ein eigenes Schulhaus wurde 1880 erbaut. Dieses Schulhaus stand bis 1953 in Betrieb, bevor im Herbst 1953 das neue Schulhaus mit 2 Klassen eröffnet wurde. Zwischen 2002 und 2003 ließ die Gemeinde das Schulhaus generalsanieren. Neben der Volksschule in Schlaiten existierte zwischen 1930 und 1939 auch in der Fraktion Göriach eine Volksschule. Die Volksschule in Schlaiten erfuhr zwischen 2002 und 2003 eine Generalsanierung. 1990 gründete die Gemeinde in Schlaiten auch einen Kindergarten, wobei die Gründung 2,4 Millionen Schilling kostete. Die Eröffnung erfolgte am 11. Februar 1991 mit 10 Kindern, wobei im Jahre 2000/2001 mit 21 Einschreibungen ein Höchststand registriert wurde. Der Kindergarten ist wochentags am Vormittag geöffnet.

### Sicherheit und Gesundheitswesen
Bezüglich des Gesundheitswesen ist Schlaiten gemeinsam mit den Gemeinden Amlach, Leisach, Tristach, Oberlienz, Gaimberg, Ainet und St. Johann im Walde im Sozialsprengel Lienz Land organisiert. Im Gesundheitssprengel werden beispielsweise Gesundheitsleistungen wie Alten- und Pflegehilfe, Heim- und Haushaltshilfe und Essen auf Rädern organisiert. Auf Grund der geringen Größe verfügt die Gemeinde jedoch nicht über einen Gemeindearzt. Vielmehr muss zum Arztbesuch bzw. zum Besuch eines Krankenhauses in die Bezirkshauptstadt Lienz ausgewichen werden. Die nächstgelegene Polizeistation befindet sich ebenfalls in Lienz. Die Freiwillige Feuerwehr Schlaiten wurde 1899 gegründet und erhielt noch im Gründungsjahr ein neues Feuerwehrhaus, das 1928 durch ein neues Feuerwehrhaus ersetzt wurde. Nach dem Ankauf eines "Opel Blitz" im Jahr 1969 wurde noch im selben Jahr ein neues Feuerwehrhaus eingeweiht, das in Folge des Ankaufs eines Löschfahrzeuges im Jahr 1995 und dem Ankauf eines gebrauchten Tanklöschfahrzeugs 1998 zum 100-jährigen Jubiläum der Freiwilligen Feuerwehr Schlaiten um eine Fahrzeughalle erweitert wurde.

## Politik

### Gemeinderat
Der Gemeinderat besteht aus elf Mandataren.
| Partei                                | 2022 | 2022    | 2016 | 2016    | 2010  | 2010    | 2004  | 2004    |
| Partei                                | %    | Mandate | %    | Mandate | %     | Mandate | %     | Mandate |
| ------------------------------------- | ---- | ------- | ---- | ------- | ----- | ------- | ----- | ------- |
| Heimatliste Schlaiten                 | 100  | 11      | 100  | 11      | 42,28 |         | 44,19 | 5       |
| Bauernschaft und Jugend für Schlaiten |      |         |      |         | 57,72 |         |       |         |
| Allgemeine Liste Schlaiten            |      |         |      |         |       |         | 55,81 | 6       |

### Bürgermeister
Bürgermeister von Schlaiten ist Ludwig Pedarnig.

### Wappen
Folgendes Wappen wurde der Gemeinde 1984 verliehen:
Blasonierung: „Schräggeviert von Silber und Grün, belegt mit einem Tannenkreuz in verwechselten Farben.“
Das Wappen zeigt den großen Waldbesitz der Gemeinde.

## Persönlichkeiten

### Söhne und Töchter der Gemeinde
- Anton Brugger (1912–1999), Politiker der ÖVP, Direktor des Tiroler Bauernbundes 1946–1976, Mitglied des Bundesrates 1954, 1965–1970
- David Holzer[14] (1923–2015) Bauer, Wehrmachtsdeserteur, Aktivist
- Florian Pedarnig (1938–2022), Komponist
- Josef Pedarnig (* 1937), Schriftsteller, Tierarzt